# Міністр закордонних справ Ємену
Список міністрів закордонних справ Ємену.
- 1969: Салех аль-Аулакі
- 1990–1993: Абд аль-Карім аль-Айрані
- 1993–1994: Мухаммед Басіндва
- 1994–1998: Абд аль-Карім аль-Айрані
- 1998–2001: Абдул Кадир Баджамал
- 2001–2014: Абу Бакр аль-Кірбі
- 2014: Джамал Абдулла аль-Саллал
- 2014–2015: Абдулла аль-Саїді
- 2015: Ріад Яссін (при президенті Абд Раббо Мансур Гаді)
- 2015–2018: Абдулмалік аль-Мехлафі (при президенті Абд Раббо Мансур Гаді)
- 2018–2019: Халед аль-Ямані (при президенті Абд Раббо Мансур Гаді)
- 2019–2020: Мохаммед Аль-Хадхрамі (при президенті Абд Раббо Мансур Гаді)
- 2020–2024: Ахмед Авад бін Мубарак (при президентах Абд Раббо Мансур Гаді, Рашад Мухаммад Аль-Алімі)
- 2024–нині: Шая Мохсен Аль-Зіндані (при президенті Рашад Мухаммад Аль-Алімі)
- 2016: Абу Бакр аль-Кірбі (при Верховній Політичній Раді)
- 2016–нині: Хішам Шараф (при Верховній Політичній Раді)

## Sources
- Rulers.org – Foreign ministers S–Z [Архівовано 14 липня 2017 у Wayback Machine.]